# Кифаред
Кифаре́д, по другой традиции, кифаро́д (др.-греч. κιθαροιδός, κιθαρῳδός, лат. citharoedus) — древнегреческий музыкант, играющий на кифаре, музыкальном инструменте древних греков, родственном лире. Помимо музицирования кифареды также пели (одновременно с игрой или попеременно). Инструменталистов, которые не пели, а только музицировали, принято называть кифаристами (от др.-греч. κιθαριστής).
Знаменитые греческие кифареды: Терпандр (также был знаменит игрой на авлосе), Тимофей Милетский, Стратоник Афинский (мастерство и остроумие которого воспел Афиней в своей книге «Пир мудрецов»), Лисандр Сикионский (историк IV в. до н. э.; Филохор считает его изобретателем сольного инструментального музицирования).
Знаменитые кифареды в Древнем Риме также были греческого происхождения — Терпний, Диодор и Месомед.